# 丙酸杆菌目
丙酸杆菌目（学名：Propionibacteriales）是放线菌纲下的一个目。

## 下属分类
本目包括以下科：
- 放线多形菌科 Actinopolymorphaceae
- 扑科研菌科 Kribbellaceae
- 類諾卡氏菌科 Nocardioidaceae
- 丙酸杆菌科 Propionibacteriaceae